# Hartmannsdorf-Reichenau
Hartsmannsdorf-Reichenau är en Gemeinde i Landkreis Sächsische Schweiz-Osterzgebirge i Sachsen, Tyskland. Den består av två Ortsteile; Hartsmannsdorf och Reichenau. Den ligger i östra Erzgebirge, c:a 35 km från Dresden, i närheten av staden Frauenstein. I närheten flyter Wilde Weißeritz (vilda Weißeritz). Kommunen har cirka 1 000 invånare.
Kommunen ingår i förvaltningsområdet Klingenberg tillsammans med kommunen Klingenberg.